# 龙湖街道 (芜湖市)
龙湖街道，是中华人民共和国安徽省芜湖市弋江区下辖的一个乡镇级行政单位。

## 行政区划
龙湖街道下辖以下地区：
中沟村、螃蟹矶村、高岗埠村、彭村、西湖村、鲁港村、固堤村、杨村和潘村。